# 頂郊
頂郊於臺灣，是指臺灣清治時期，居於臺北艋舺地區的泉州三邑商人，多與福州、泉州貿易，與下郊相對。

## 簡介
由明鄭王朝至清代初年，臺南乃臺灣的首府，亦是行政中心，是以南臺灣開發較盛，直到1709年，陳賴章墾號得以開墾大加臘之後，新至的福建移民多將未開墾的臺北盆地，當成首要開發目標。
清朝18世紀中的乾隆、嘉慶之後，大量泉州移民跨海沿著淡水河靠岸定居臺北艋舺，並與當地平埔原住民通婚後人口大增，艋舺因而大為興盛，於是產生了「一府二鹿三艋舺」的說法。其中，移民於艋舺舊街與艋舺淡水河沿岸的三邑人為最早居於艋舺的中國移民，而三邑指的該泉州晉江、惠安、南安三縣。
三邑移民除了從事農業外，也有不少人利用位於淡水河河岸的艋舺碼頭，與中國閩粵等地從事貿易。而該進出口產品，通常為出口臺灣茶葉或稻米，進口來自中國大陸的中藥與布匹。而這些從事「交」易的三邑人所自行組成的商業公會，即稱為「頂郊」。
頂郊商業公會雖於19世紀佔盡優勢，擁有抽稅、鄉勇，甚至諸如道路闢建、義渡、義倉、賑災、巡更等公共事務權力，更在1853年的頂下郊拚中，藉著燒毀安溪人信奉的艋舺祖師廟，越過沼澤奇襲同安縣人，將同安人驅逐至大稻埕。頂郊也因而得到全艋舺港口的利益。
不過也因為三邑族群過於封閉，難以容忍外人與新事物，因此民風較臺北其他地方保守。這項缺點，讓頂郊於臺北開發的歷史上，常喪失先機且發展緩慢，更因為艋舺港口的淤積，造成利益流失及大稻埕的繁榮。

## 備註
1. ↑  臺灣閩南語常用詞辭典